# Najas oguraensis
Najas oguraensis là một loài thực vật có hoa trong họ Hydrocharitaceae. Loài này được Miki mô tả khoa học đầu tiên năm 1935.